# Biografielijst Ol

## Ola

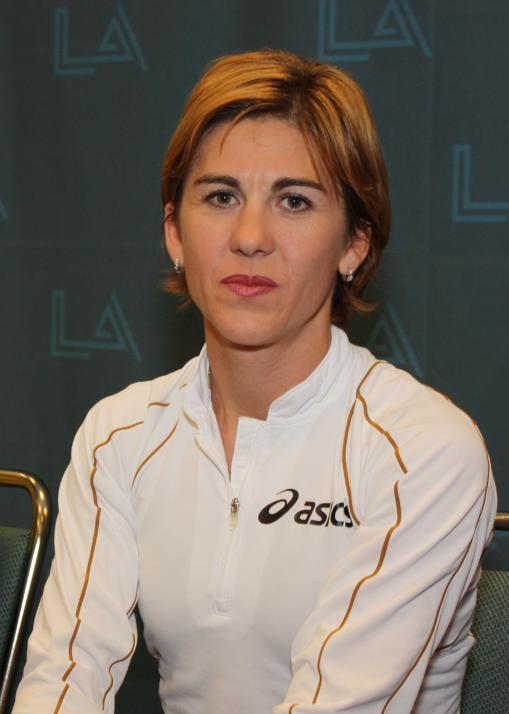
Nuța Olaru

- Erwin Olaf (1959-2023), Nederlands fotograaf
- Helene Olafsen (1990), Noors snowboardster
- Friðrik Ólafsson (1935-2025), IJslands schaker
- Ólafur Darri Ólafsson (1973), Amerikaans-IJslands acteur
- George Andrew Olah (1927-2017), Hongaars/Amerikaanse scheikundige en Nobelprijswinnaar
- Felixberto Olalia sr. (1903-1983), Filipijns vakbondsleider
- Rolando Olalia (1934-1986), Filipijns vakbondsleider
- Nuța Olaru (1970), Roemeens atlete

## Olb
- Heinrich Wilhelm Olbers (1758-1840), Duits astronoom
- Joseph Maria Olbrich, (1867-1908), Oostenrijks architect en ontwerper

## Olc
- Henry Steel Olcott (1832-1907), Amerikaans landbouwkundige, kolonel, advocaat, publicist en theosoof

## Old

Johan van Oldenbarnevelt

- Ol' Dirty Bastard (1969-2004), Amerikaans zanger
- Thomas Olde Heuvelt (1983), Nederlands schrijver
- Johan Olde Kalter (1944-2008), Nederlands journalist
- Elias van Oldenbarnevelt (1557-1612), Nederlands advocaat
- Johan van Oldenbarnevelt (1547-1619), Nederlands politicus
- Reinier van Oldenbarnevelt (1588-1623), zoon van Johan van Oldenbarnevelt
- Willem van Oldenbarnevelt (1590-1637?), Nederlands politicus
- Geert Jan van Oldenborgh (1961-2021), Nederlands klimatoloog en natuurkundige
- Claes Oldenburg (1929-2022), Zweeds-Amerikaans kunstenaar
- Henry Oldenburg (1618?-1677), Duits natuurfilosoof en diplomaat
- Megan Oldham (2001), Canadees freestyleskiester
- Gary Oldman (1958), Brits acteur
- Gabriel Olds (1972), Amerikaans acteur en schrijver

## Ole
- William O'Leary (1957), Amerikaans acteur
- Auguste Oleffe (1867-1931), Belgisch kunstschilder
- Leonce Oleffe (1897-1972), Belgisch atleet
- Oleguer (1980), Spaans voetballer
- Penelope Oleksiak (2000), Canadees zwemster
- Józef Oleksy (1946-2015), Pools politicus
- Kirsten Olesen (1949), Deens actrice

## Olf
- Han Olff (1962), Nederlands hoogleraar ecologie

## Olg
- Olga Nikolajevna van Rusland (1895-1918), dochter van tsaar Nicolaas II
- Ercole Olgeni (1883-1947), Italiaans roeier

## Oli

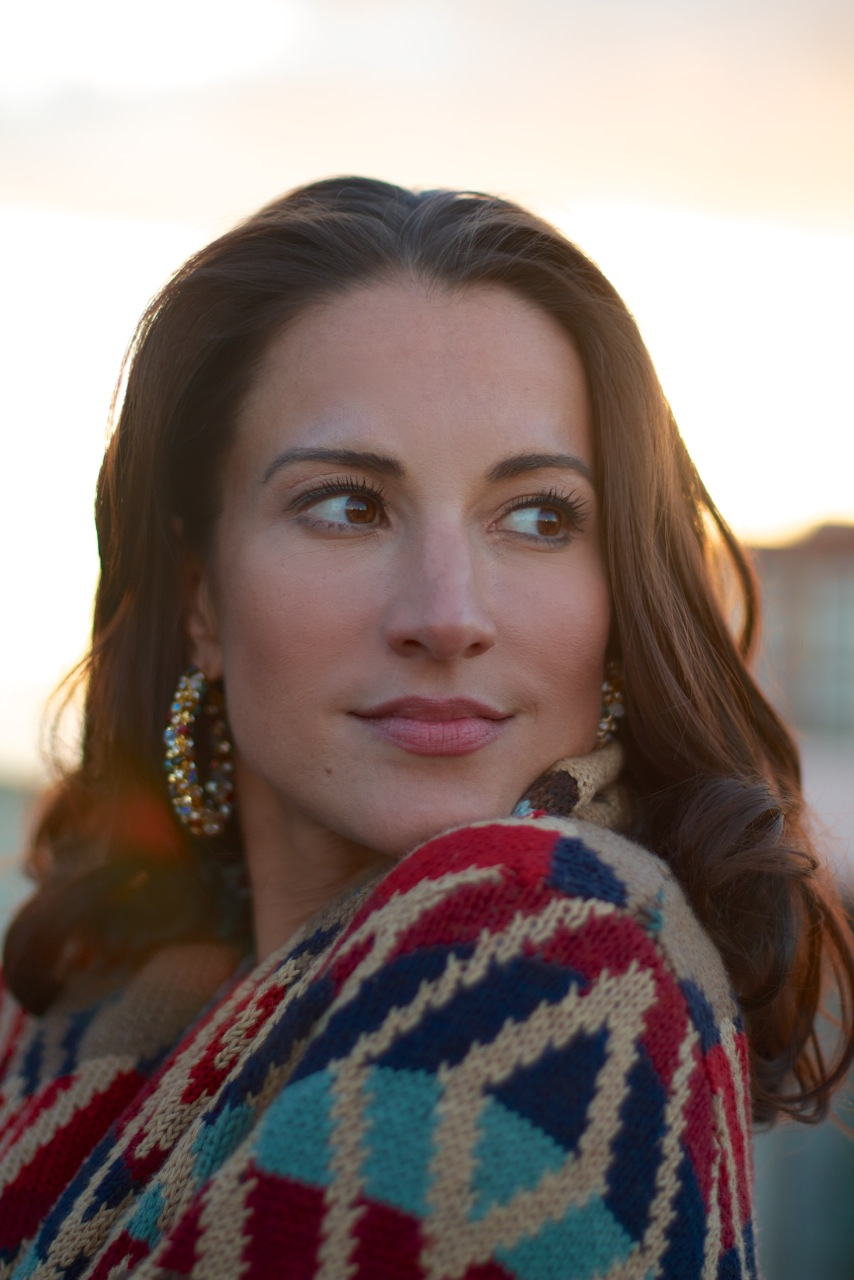
America Olivo

- Ivica Olić (1979), Kroatisch voetballer
- Staņislavs Olijars (1979), Lets atleet
- Frank Olijve (1989), Nederlands voetballer
- Markus Olimstad (1994), Noors snowboarder
- Mark Oliphant (1901-2000), Australisch natuurkundige en politicus
- Andrés Oliva (1948-2023), Spaans wielrenner
- Criss Oliva (1963-1993), Amerikaans gitarist en heavy-metalartiest
- Jon Oliva (1960), Amerikaans pianist en heavy-metalartiest
- Viktor Oliva (1861-1928), Tsjechisch schilder, graficus, illustrator en affiche-kunstenaar
- Casimiro de Oliveira (1907-1970), Portugees autocoureur
- João Paulo de Oliveira (1981), Braziliaans autocoureur
- Manoel de Oliveira (1908-2015), Portugees filmregisseur
- Miguel Oliveira (1995), Portugees motorcoureur
- Nicolas Oliveira (1987), Braziliaans zwemmer
- Christian Oliver (1972-2024), Duits acteur
- David Oliver (1982), Amerikaans atleet
- Jamie Oliver (1975), Brits kok en presentator
- Mike Oliver (1921-2020), Brits autocoureur
- Percy Oliver (1919-2011), Australisch zwemkampioen
- Ari Olivier (1939-2022), Nederlands oplichter
- Franck Olivier (1948-2021), Belgisch zanger
- Sir Laurence Olivier (1907-1989), Brits acteur en regisseur
- Marc Olivier (1940-2018), Belgisch politicus
- Domenico Olivieri (1968), Belgisch/Italiaans voetballer
- Tonia Oliviers (1967), Belgisch atlete
- America Olivo (1978), Amerikaans actrice, filmproducente, model en zangeres
- Karen Olivo (1976), Amerikaans actrice
- Nadezjda Olizarenko (1953-2017), Sovjet-Russisch/Oekraïens atlete

## Oll

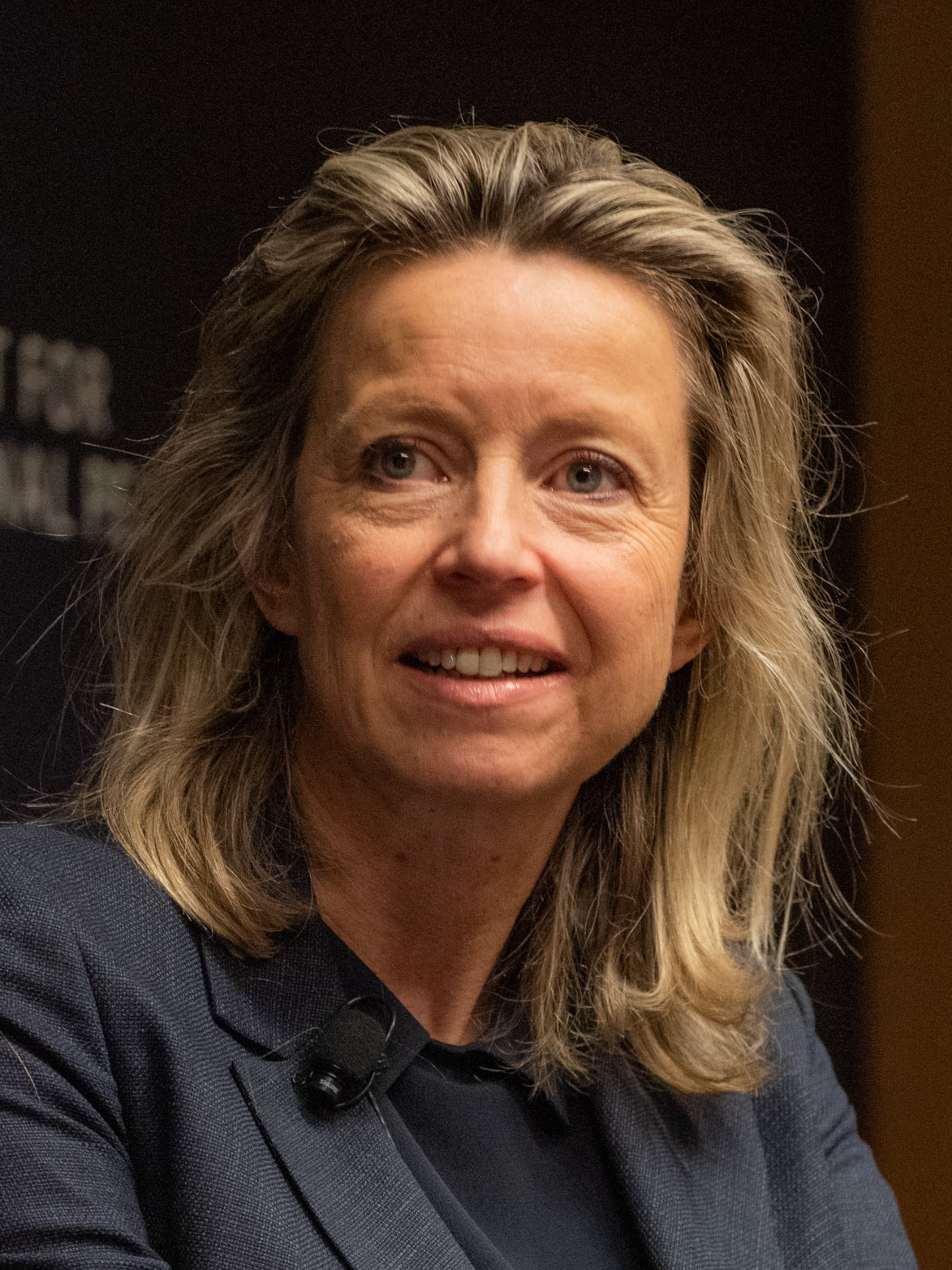
Kajsa Ollongren

- Lembit Oll (1966-1999), Estisch schaker
- Adolf Olland (1867-1935), Nederlands schaker
- Kathleen Ollerenshaw (1912-2014), Brits wiskundige en politica
- Émile Ollivier (1825-1913), Frans politicus
- Émile Ollivier (1940-2002), Haïtiaans/Canadees schrijver
- Jean Ollivier (1925-2005), Frans stripauteur
- Valère Ollivier (1921-1958), Belgisch wielrenner
- Alexander Ollongren (1928-2025), Nederlands theoretisch sterrenkundige en informaticus
- Kajsa Ollongren (1967), Nederlands politica

## Olm
- Alex Olmedo (1936-2020), Amerikaans-Peruviaans tennisser
- Manuel Olmedo (1983), Spaans atleet
- Cahit Ölmez (1963-2025), Nederlands-Turks acteur
- Juvenal Olmos (1962), Chileens voetballer en voetbalcoach

## Olo
- Theo Olof (1924-2012), Nederlands violist en schrijver
- Piet Olofsen (1935-2013), Nederlands atleet
- Olivia O'Lovely (1976), Amerikaans pornoactrice

## Ols

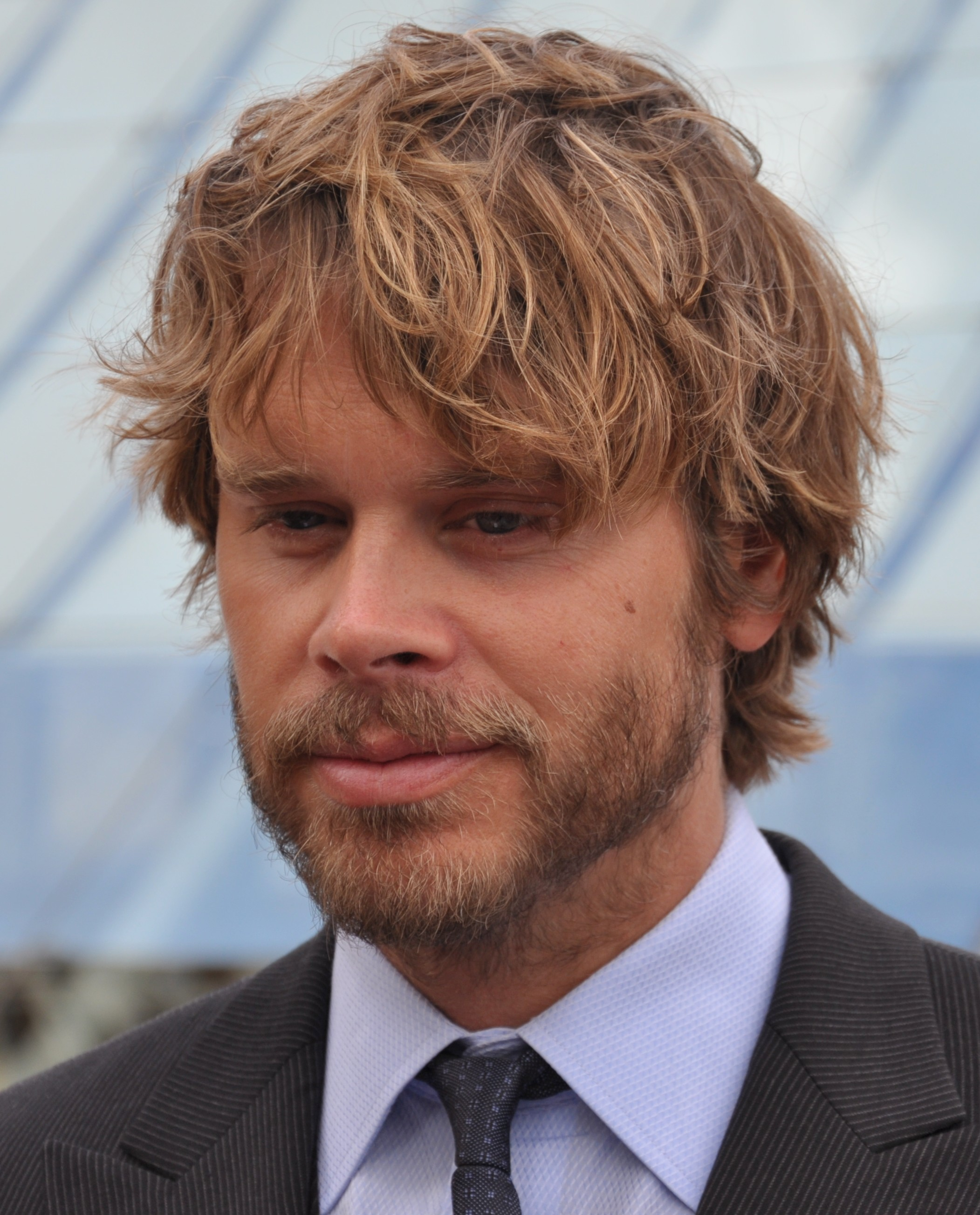
Eric Christian Olsen, 2013

- Stefan Olsdal (1971), Zweeds basgitarist
- Alexander Steen Olsen (2001), Noors alpineskiër
- Ashley Olsen (1986), Amerikaans actrice
- Eric Christian Olsen (1977), Amerikaans acteur
- Hans Pauli Olsen (1957), Faeröers beeldhouwer
- Joachim Olsen (1977), Deens atleet en politicus
- Lars Olsen (1961), Deens voetballer en voetbaltrainer
- Mary-Kate Olsen (1986), Amerikaans actrice
- Morten Olsen (1949), Deens voetballer en voetbalcoach
- Tillie Olsen (1912-2007), Amerikaans schrijfster, dichteres, vakbondsactiviste en feministe
- Zoe Ann Olsen (1931), Amerikaans schoonspringster
- Clifford Olson (1940-2011), Canadees seriemoordenaar
- Ragnar Olson (1880-1955), Zweeds ruiter
- Anna Olsson (1976), Zweeds langlaufster
- Christian Olsson (1980), Zweeds atleet
- Johan Olsson (1980), Zweeds langlaufer
- Hans Olsson (1984), Zweeds alpineskiër
- Matts Olsson (1988), Zweeds alpineskiër
- Willem Olsthoorn (1938-2020), Nederlands modeondernemer
- Karol Olszewski (1846-1915), Pools schei-, wis- en natuurkundige

## Olt
- Ioana Olteanu (1966), Roemeens roeister
- Jan Frederik Oltmans (1806-1854), Nederlands schrijver
- Roelant Oltmans (1954), Nederlands hockeycoach
- Tinne Oltmans (1992), Belgisch actrice en zangeres
- Willem Oltmans (1925-2004), Nederlands journalist

## Oly
- Timothy Olyphant (1968), Amerikaans acteur
- Jeroen Olyslaegers (1967), Vlaams schrijver
- Marjan Olyslager (1962), Nederlands atlete